# ピーター・ラヴゼイ

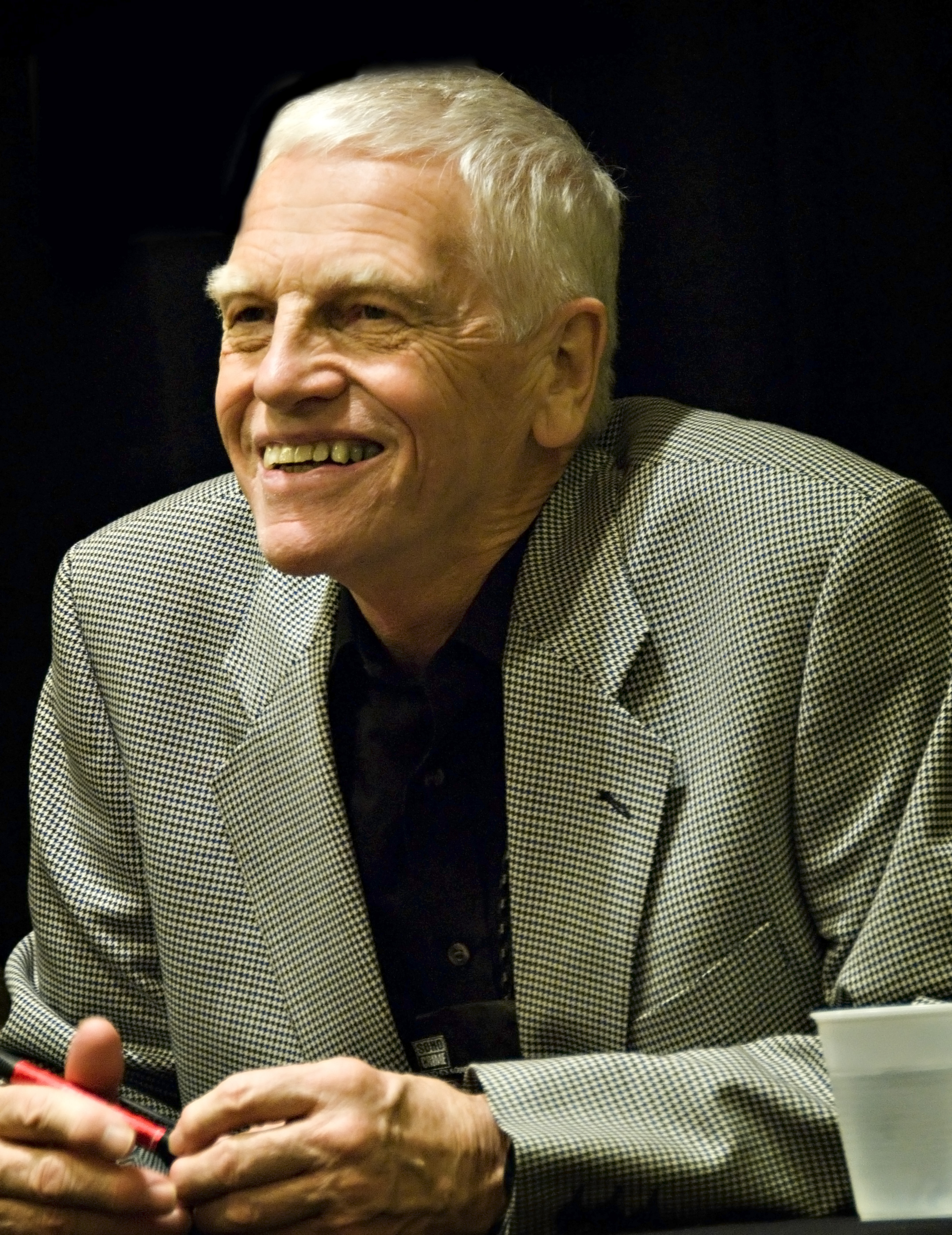
ピーター・ラヴゼイ

ピーター・ラヴゼイ（Peter Harmer Lovesey、1936年9月10日 - 2025年4月10日）は、イギリスのミステリ作家。息子のフィル・ラヴゼイもミステリ作家。

## 略歴
イギリスのミドルセックス州ウィットン生まれ。英国空軍や講師などの職に就き、1970年『死の競歩』でデビュー。ピーター・リアー名義を使っている場合もある。エドワード皇太子が活躍する「殿下」シリーズの他、『偽のデュー警部』『キーストン警官』等、いわゆる歴史ミステリー物の作品が知られる。現代を舞台にした作品では、偏屈な頑固オヤジ、ピーター・ダイヤモンド警視が活躍する人気シリーズを生み出している。

## 受賞歴
英語圏
- 『死の競歩』　CWA賞（英国推理作家協会） 最優秀新人賞受賞
- 『マダム・タッソーがお待ちかね』『バースへの帰還』『猟犬クラブ』　CWA賞 シルバー・ダガー賞受賞
- 『偽のデュー警部』　CWA賞 ゴールド・ダガー賞受賞
- 『最後の刑事』　アンソニー賞 最優秀長編賞受賞

非英語圏
- 『降霊会の怪事件』 フランス犯罪小説大賞受賞（1987年）

## 作品
クリッブ巡査部長シリーズ
- 死の競歩 - Wobble to Death （1970年）
- 探偵は絹のトランクスを穿く - The Detective Were Silk Drawers （1971年）
- 殺しはアブラカダブラ - Abracadaver （1972年）
- 帽子屋の休暇 - Mad Hatter's Holiday （1973年）
- ダイナマイト・パーティへの招待 - Invitation to a Dynamite Party （1974年）
- 降霊会の怪事件 - A Case of Spirits （1975年）
- 絞首台までご一緒に - Swing,Swing Together （1976年）
- マダム・タッソーがお待ちかね - Waxwork （1978年）

アルバート・エドワード皇太子シリーズ
- 殿下と騎手 - Bertie and the Tinman （1987年）
- 殿下と七つの死体 - Bertie and the Seven Bodies （1990年）
- 殿下とパリの美女 - Bertie and the Crime of Passion （1993年）

ピーター・ダイヤモンド警視シリーズ
- 最後の刑事 - The Last Detective （1991年）
- 単独捜査 - Diamond Solitaire （1992年）
- バースへの帰還 - The Summons （1995年）
- 猟犬クラブ - Bloodhounds （1996年）
- 暗い迷宮 - Upon a Dark Night （1997年）
- 地下墓地 - The Vault （1999年）
- 最期の声 - Diamond Dust （2002年）
- 漂う殺人鬼 - The House Sitter （2003年）
- 処刑人の秘めごと - The Secret Hangman （2007年）

長編作品
- ゴールデンガール - Golden Girl　（ピーター・リアー名義） （1977年）
- 偽のデュー警部 - The False Inspector Dew （1982年）
- キーストン警官 - Keystone （1983年）
- 苦い林檎酒 - Rough Cider （1986年）
- つなわたり - On the Edge （1989年）
- 死神の戯れ - The Reaper （2000年）
- 殺人作家同盟 - The Circle （2005年）

短篇集
- 煙草屋の密室 - Butchers and Other Stories of Crime （1985年）
- ミス・オイスター・ブラウンの犯罪 - The Crime of Miss Oyster Brown and Other Stories （1994年）
- 服用量に注意のこと - Do Not Exceed the Stated Dose （1998年）

## 関連書
- 直井明『本棚のスフィンクス 掟やぶりのミステリ・エッセイ』論創社 - 『偽のデュー警部』のプロットを詳細に分析した文章が収録。